# Гандбол на літніх Олімпійських іграх 2016 (склади, чоловіки)
У цій статті представлені склади всіх збірних, що взяли участь у чоловічому турнірі з гандболу на літніх Олімпійських іграх 2016 у Ріо-де-Жанейро.
Вік, виступи за збірну та голи вказані станом на початок турніру, 7 серпня 2016 року.

## Група A

### Аргентина
Головний тренер: Eduardo Gallardo
| №  | Поз. | Ім'я                      | Дата народження (вік)          | Зріст  | Ігри | Голи | Клуб             |
| -- | ---- | ------------------------- | ------------------------------ | ------ | ---- | ---- | ---------------- |
| 1  | GK   | Матіас Карлос Шульц       | 12 лютого 1982 (вік 34 роки)   | 1.90 m | 172  | 0    | Pfadi Winterthur |
| 2  | LW   | Федеріко Гастон Фернандес | 17 жовтня 1989 (вік 26 років)  | 1.87 m | 94   | 335  | UNLu             |
| 3  | RW   | Федеріко Пісарро          | 6 липня 1986 (вік 30 років)    | 1.83 m | 127  | 568  | UNLu             |
| 4  | CB   | Себастьян Сімонет         | 12 травня 1986 (вік 30 років)  | 1.90 m | 76   | 328  | Ademar León      |
| 5  | P    | Пабло Себастьян Портела   | 21 червня 1980 (вік 36 років)  | 1.90 m | 127  | 62   | Colegio Ward     |
| 8  | LB   | Пабло Сімонет             | 4 травня 1992 (вік 24 роки)    | 1.89 m | 48   | 98   | Benidorm         |
| 9  | RB   | Леонардо Факундо Кверін   | 17 квітня 1982 (вік 34 роки)   | 1.97 m | 159  | 238  | Billère          |
| 10 | RB   | Федеріко Матіас Вієйра    | 21 липня 1988 (вік 28 років)   | 1.92 m | 101  | 235  | Ademar León      |
| 12 | GK   | Фернандо Габріель Гарсія  | 31 серпня 1981 (вік 34 роки)   | 1.90 m | 193  | 5    | Vernon           |
| 13 | LB   | Хуан Пабло Фернандес      | 30 вересня 1988 (вік 27 років) | 1.90 m | 101  | 303  | UNLu             |
| 14 | LB   | Агустін Відаль            | 8 липня 1987 (вік 29 років)    | 1.94 m | 80   | 162  | Ciudad Encantada |
| 15 | P    | Гонсало Кароу             | 15 серпня 1979 (вік 36 років)  | 1.94 m | 202  | 450  | Istres           |
| 18 | LW   | Адріан Портела            | 8 березня 1986 (вік 30 років)  | 1.83 m | 37   | 112  | River Plate      |
| 23 | RW   | Пабло Вайнштейн           | 18 липня 1987 (вік 29 років)   | 1.83 m | 35   | 45   | Colegio Ward     |

### Хорватія
Головний тренер: Željko Babić
| №  | Поз. | Ім'я            | Дата народження (вік)            | Зріст  | Ігри | Голи | Клуб                |
| -- | ---- | --------------- | -------------------------------- | ------ | ---- | ---- | ------------------- |
| 1  | GK   | Іван Стеванович | 18 травня 1982 (вік 34 роки)     | 1.93 m | 15   | 0    | Zagreb              |
| 5  | CB   | Домагой Дувняк  | 1 червня 1988 (вік 28 років)     | 1.97 m | 153  | 497  | THW Kiel            |
| 7  | RB   | Лука Степанчич  | 20 листопада 1990 (вік 25 років) | 2.03 m | 16   | 26   | Paris Saint-Germain |
| 8  | RB   | Марко Копляр    | 12 лютого 1986 (вік 30 років)    | 2.10 m | 124  | 254  | Telekom Veszprém    |
| 10 | LB   | Яков Гоюн       | 18 квітня 1986 (вік 30 років)    | 2.04 m | 125  | 71   | Füchse Berlin       |
| 12 | GK   | Іван Пешич      | 17 березня 1989 (вік 27 років)   | 1.93 m | 22   | 0    | Meshkov Brest       |
| 13 | RW   | Златко Хорват   | 25 вересня 1984 (вік 31 рік)     | 1.79 m | 115  | 332  | Zagreb              |
| 18 | CB   | Ігор Карачіч    | 2 листопада 1988 (вік 27 років)  | 1.89 m | 27   | 71   | Vardar              |
| 21 | P    | Крешимир Козіна | 25 червня 1990 (вік 26 років)    | 1.96 m | 2    | 0    | Flensburg-Handewitt |
| 26 | LW   | Мануель Штрлек  | 1 грудня 1988 (вік 27 років)     | 1.81 m | 99   | 318  | Vive Targi Kielce   |
| 27 | RW   | Іван Чупич      | 27 березня 1986 (вік 30 років)   | 1.78 m | 112  | 440  | Vive Targi Kielce   |
| 30 | LB   | Марко Мамич     | 6 березня 1994 (вік 22 роки)     | 2.00 m | 4    | 3    | Dunkerque           |
| 32 | LB   | Іван Слішкович  | 23 жовтня 1991 (вік 24 роки)     | 1.97 m | 37   | 87   | Telekom Veszprém    |
| 33 | CB   | Лука Ціндрич    | 5 липня 1993 (вік 23 роки)       | 1.82 m | 7    | 18   | Vardar              |
| 34 | P    | Ілія Брозович   | 26 травня 1991 (вік 25 років)    | 1.95 m | 15   | 12   | THW Kiel            |

### Данія
Головний тренер:  Guðmundur Guðmundsson
| №  | Поз. | Ім'я                    | Дата народження (вік)          | Зріст  | Ігри | Голи | Клуб                  |
| -- | ---- | ----------------------- | ------------------------------ | ------ | ---- | ---- | --------------------- |
| 1  | GK   | Ніклас Ландін Якобсен   | 19 грудня 1988 (вік 27 років)  | 2.01 m | 143  | 1    | THW Kiel              |
| 3  | RB   | Мадс Крістіансен        | 3 травня 1986 (вік 30 років)   | 1.94 m | 106  | 234  | Bjerringbro-Silkeborg |
| 5  | CB   | Мадс Менса Ларсен       | 12 серпня 1991 (вік 24 роки)   | 1.88 m | 67   | 157  | Rhein-Neckar Löwen    |
| 6  | LW   | Каспер Ульріх Мортенсен | 14 грудня 1989 (вік 26 років)  | 1.90 m | 73   | 209  | TSV Hannover-Burgdorf |
| 15 | P    | Єспер Ньоддесбо         | 23 жовтня 1980 (вік 35 років)  | 1.99 m | 201  | 418  | Barcelona             |
| 16 | GK   | Яннік Грін              | 29 вересня 1988 (вік 27 років) | 1.95 m | 71   | 1    | SC Magdeburg          |
| 17 | RW   | Лассе Сван Гансен       | 31 серпня 1983 (вік 32 роки)   | 1.84 m | 155  | 316  | Flensburg-Handewitt   |
| 19 | P    | Рене Тофт Гансен        | 11 січня 1984 (вік 32 роки)    | 2.00 m | 103  | 163  | THW Kiel              |
| 21 | LB   | Генрік Мьоллгаард       | 2 січня 1985 (вік 31 рік)      | 1.96 m | 90   | 136  | Paris Saint-Germain   |
| 22 | RB   | Каспер Зондергаард      | 9 червня 1981 (вік 35 років)   | 1.96 m | 162  | 361  | Skjern Håndbold       |
| 23 | P    | Генрік Тофт Гансен      | 18 грудня 1986 (вік 29 років)  | 2.00 m | 77   | 144  | Flensburg-Handewitt   |
| 24 | LB   | Міккель Гансен          | 22 жовтня 1987 (вік 28 років)  | 1.96 m | 151  | 696  | Paris Saint-Germain   |
| 25 | CB   | Мортен Ольсен           | 11 жовтня 1984 (вік 31 рік)    | 1.84 m | 32   | 90   | TSV Hannover-Burgdorf |
| 27 | LB   | Мікаель Дамгаард        | 18 березня 1990 (вік 26 років) | 1.92 m | 30   | 78   | SC Magdeburg          |

### Франція
Головний тренер: Claude Onesta
| №  | Поз. | Ім'я             | Дата народження (вік)           | Зріст  | Ігри | Голи | Клуб                 |
| -- | ---- | ---------------- | ------------------------------- | ------ | ---- | ---- | -------------------- |
| 8  | LB   | Даніель Нарсісс  | 16 грудня 1979 (вік 36 років)   | 1.89 m | 280  | 858  | Paris Saint-Germain  |
| 12 | GK   | Венсан Жерар     | 16 грудня 1986 (вік 29 років)   | 1.88 m | 25   | 0    | Montpellier Handball |
| 13 | CB   | Нікола Карабатич | 11 квітня 1984 (вік 32 роки)    | 1.96 m | 252  | 1024 | Paris Saint-Germain  |
| 14 | CB   | Кентін Мае       | 22 травня 1991 (вік 25 років)   | 1.86 m | 42   | 98   | Flensburg-Handewitt  |
| 15 | LB   | Матьє Гребілль   | 6 жовтня 1991 (вік 24 роки)     | 1.98 m | 39   | 57   | Montpellier Handball |
| 16 | GK   | Тьєррі Омеєр     | 2 листопада 1976 (вік 39 років) | 1.92 m | 328  | 1    | Paris Saint-Germain  |
| 17 | LB   | Тімоті Н'Гессан  | 18 вересня 1992 (вік 23 роки)   | 1.96 m | 20   | 35   | Chambéry Savoie      |
| 19 | RW   | Люк Абало        | 6 вересня 1984 (вік 31 рік)     | 1.82 m | 196  | 646  | Paris Saint-Germain  |
| 20 | P    | Седрік Сорендо   | 7 червня 1984 (вік 32 роки)     | 1.92 m | 150  | 302  | Barcelona            |
| 21 | LW   | Мікаель Ґіґу     | 28 січня 1982 (вік 34 роки)     | 1.79 m | 218  | 771  | Montpellier Handball |
| 22 | P    | Лука Карабатич   | 19 квітня 1988 (вік 28 років)   | 2.02 m | 42   | 46   | Paris Saint-Germain  |
| 23 | P    | Людовік Фабрегас | 1 липня 1996 (вік 20 років)     | 1.98 m | 7    | 5    | Montpellier Handball |
| 27 | RB   | Адрієн Діпанда   | 3 травня 1988 (вік 28 років)    | 2.02 m | 7    | 10   | Saint-Raphaël        |
| 28 | RB   | Валентін Порте   | 7 вересня 1990 (вік 25 років)   | 1.90 m | 48   | 114  | Fenix Toulouse       |

### Катар
Головний тренер:  Valero Rivera López
| №  | Поз. | Ім'я                 | Дата народження (вік)         | Зріст  | Ігри | Голи | Клуб       |
| -- | ---- | -------------------- | ----------------------------- | ------ | ---- | ---- | ---------- |
| 1  | RB   | Жарко Маркович       | 1 червня 1986 (вік 30 років)  | 1.96 m | 22   | 152  | El Jaish   |
| 4  | LB   | Хассан Мабрук        | 29 липня 1982 (вік 34 роки)   | 1.90 m | 30   | 64   | El Jaish   |
| 7  | LB   | Бертран Руан         | 17 лютого 1981 (вік 35 років) | 1.98 m | 40   | 70   | Al Ahli    |
| 9  | LB   | Рафаель Капоте       | 5 жовтня 1987 (вік 28 років)  | 1.96 m | 34   | 131  | El Jaish   |
| 11 | LW   | Абдклраззак Мурад    | 29 червня 1990 (вік 26 років) | 1.86 m | 77   | 169  | Al-Gharafa |
| 12 | GK   | Даніел Шарич         | 27 червня 1977 (вік 39 років) | 1.95 m | 22   | 0    | Barcelona  |
| 13 | RW   | Ельдар Мемішевіч     | 21 червня 1992 (вік 24 роки)  | 1.78 m | 100  | 196  | El Jaish   |
| 14 | P    | Бассель Аль-Райєс    | 4 березня 1979 (вік 37 років) | 1.80 m | 36   | 146  | Al Rayyan  |
| 15 | RW   | Насреддін Мегдіш     | 29 серпня 1991 (вік 24 роки)  | 1.78 m | 16   | 27   | Al Rayyan  |
| 16 | GK   | Горан Стояновіч      | 24 лютого 1977 (вік 39 років) | 1.91 m | 37   | 0    | El Jaish   |
| 19 | P    | Борха Відаль         | 25 грудня 1981 (вік 34 роки)  | 2.06 m | 34   | 79   | Al-Qiyada  |
| 25 | CB   | Камалалдін Маллаш    | 1 січня 1992 (вік 24 роки)    | 1.80 m | 62   | 109  | El Jaish   |
| 55 | LW   | Абдельрахман Абдалла | 1 січня 1994 (вік 22 роки)    | 1.89 m | 23   | 38   | El Jaish   |
| 94 | LB   | Амін Заккар          | 15 червня 1994 (вік 22 роки)  | 1.95 m | 35   | 62   | Al Rayyan  |

### Туніс
Головний тренер: Hafedh Zouabi
| №  | Поз. | Ім'я                   | Дата народження (вік)          | Зріст  | Ігри | Голи | Клуб                     |
| -- | ---- | ---------------------- | ------------------------------ | ------ | ---- | ---- | ------------------------ |
| 1  | GK   | Макрем Міссауї         | 14 лютого 1981 (вік 35 років)  | 1.88 m | 145  | 0    | Club Africain            |
| 4  | LW   | Аймен Тоумі            | 11 липня 1990 (вік 26 років)   | 1.84 m | 71   | 123  | HBC Nantes               |
| 6  | P    | Іссам Теж              | 29 липня 1979 (вік 37 років)   | 1.87 m | 304  | 797  | El Jaish                 |
| 8  | LB   | Мохамед Джилані Маареф | 27 жовтня 1991 (вік 24 роки)   | 1.92 m | 33   | 39   | Club Africain            |
| 9  | RB   | Амін Баннур            | 21 лютого 1990 (вік 26 років)  | 1.97 m | 100  | 299  | Club Africain            |
| 12 | GK   | Маруен Маггаіз         | 28 липня 1983 (вік 33 роки)    | 1.91 m | 173  | 3    | Espérance de Tunis       |
| 17 | LB   | Ваель Жаллуз           | 3 травня 1991 (вік 25 років)   | 1.98 m | 102  | 257  | Barcelona                |
| 19 | LB   | Мосбах Санаї           | 26 березня 1991 (вік 25 років) | 1.92 m | 59   | 147  | El Jaish                 |
| 21 | LW   | Уссама Буганмі         | 5 лютого 1990 (вік 26 років)   | 1.86 m | 100  | 424  | Tremblay-en-France       |
| 23 | LW   | Уссама Хосні           | 17 вересня 1992 (вік 23 роки)  | 1.92 m | 46   | 51   | Club Africain            |
| 25 | CB   | Сабхі Саїед            | 26 вересня 1982 (вік 33 роки)  | 1.86 m | 143  | 311  | Étoile Sportive du Sahel |
| 27 | RB   | Аймен Хаммед           | 26 липня 1983 (вік 33 роки)    | 1.96 m | 111  | 375  | Espérance de Tunis       |
| 31 | P    | Маруан Шуйреф          | 27 травня 1990 (вік 26 років)  | 1.97 m | 91   | 100  | Tremblay-en-France       |
| 39 | CB   | Мохамед Соуссі         | 17 січня 1993 (вік 23 роки)    | 1.94 m | 43   | 49   | Club Africain            |

## Group B

### Бразилія
Головний тренер:  Jordi Ribera
| №  | Поз. | Ім'я                               | Дата народження (вік)          | Зріст  | Ігри | Голи | Клуб              |
| -- | ---- | ---------------------------------- | ------------------------------ | ------ | ---- | ---- | ----------------- |
| 1  | GK   | Maik Santos                        | 6 вересня 1980 (вік 35 років)  | 1.80 m | 206  | 3    | HC Taubaté        |
| 2  | CB   | Енріке Тейшейра                    | 27 лютого 1989 (вік 27 років)  | 1.92 m | 100  | 145  | Granollers        |
| 4  | CB   | Жоау да Сілва                      | 29 січня 1994 (вік 22 роки)    | 1.90 m | 50   | 99   | Chambéry Savoie   |
| 9  | RW   | Лукас Кандідо                      | 19 березня 1989 (вік 27 років) | 1.82 m | 55   | 107  | HC Taubaté        |
| 10 | RB   | Хосе Гільєрмі де Толедо            | 11 січня 1994 (вік 22 роки)    | 1.93 m | 53   | 119  | Wisła Płock       |
| 11 | LB   | Тьягуш Петрус Гонсалвеш душ Сантуш | 25 січня 1989 (вік 27 років)   | 1.99 m | 0    | 0    | MOL-Pick Szeged   |
| 13 | CB   | Діого Убнер                        | 30 січня 1983 (вік 33 роки)    | 1.88 m | 94   | 135  | São Caetano       |
| 17 | P    | Алехандро Поццер                   | 21 грудня 1988 (вік 27 років)  | 1.92 m | 61   | 79   | Puerto Sagunto    |
| 19 | RW   | Фабіо Чіуффа                       | 10 березня 1989 (вік 27 років) | 1.87 m | 103  | 221  | Guadalajara       |
| 26 | RB   | Освалду Гімарайш                   | 23 жовтня 1989 (вік 26 років)  | 1.83 m | 47   | 68   | Villa de Aranda   |
| 28 | LB   | Леонардо Сантос                    | 3 травня 1994 (вік 22 роки)    | 1.92 m | 21   | 38   | Ademar León       |
| 33 | LW   | Андре Соарес                       | 13 лютого 1984 (вік 32 роки)   | 1.90 m | 51   | 85   | HC Taubaté        |
| 37 | LB   | Haniel Langaro                     | 7 березня 1995 (вік 21 рік)    | 1.96 m | 21   | 41   | Ciudad de Logroño |
| 89 | GK   | Сезар Алмейда                      | 6 січня 1989 (вік 27 років)    | 1.87 m | 59   | 0    | Granollers        |

### Єгипет
Головний тренер: Marwan Ragab
| №  | Поз. | Ім'я                 | Дата народження (вік)          | Зріст  | Ігри | Голи | Клуб           |
| -- | ---- | -------------------- | ------------------------------ | ------ | ---- | ---- | -------------- |
| 3  | RB   | Мамду Абуебаід       | 1 січня 1988 (вік 28 років)    | 1.87 m | 131  | 397  | Al Ahly        |
| 8  | P    | Махмуд Рамадан       | 7 березня 1984 (вік 32 роки)   | 1.85 m | 305  | 912  | Al Ahly        |
| 9  | CB   | Еслам Ісса           | 2 липня 1988 (вік 28 років)    | 1.86 m | 204  | 617  | Club Africain  |
| 15 | RW   | Мохаммед Амер        | 12 грудня 1987 (вік 28 років)  | 1.87 m | 150  | 498  | Al Ahly        |
| 19 | CB   | Мохамед Ель-Бассіуні | 10 травня 1990 (вік 26 років)  | 1.86 m | 110  | 360  | Alexandria SC  |
| 20 | CB   | Мохамед Хашем        | 23 січня 1988 (вік 28 років)   | 1.80 m | 210  | 712  | Aviation SC    |
| 24 | P    | Ібрагім Ель-Масрі    | 11 березня 1989 (вік 27 років) | 1.95 m | 175  | 423  | Al Ahly        |
| 25 | P    | Вісам Навар          | 14 лютого 1990 (вік 26 років)  | 1.88 m | 99   | 296  | Alexandria SC  |
| 66 | RB   | Ахмед Ель-Ахмар      | 27 січня 1984 (вік 32 роки)    | 1.84 m | 397  | 1351 | Zamalek        |
| 72 | GK   | Махмуд Халіл         | 1 червня 1991 (вік 25 років)   | 1.92 m | 122  | 0    | El Jaish       |
| 88 | GK   | Карім Хандаві        | 1 травня 1988 (вік 28 років)   | 1.86 m | 256  | 0    | Al Ahly        |
| 89 | P    | Мохамед Шебіб        | 4 січня 1989 (вік 27 років)    | 1.89 m | 210  | 953  | Zamalek        |
| 90 | LB   | Алі Мохамед          | 14 грудня 1990 (вік 25 років)  | 1.95 m | 231  | 703  | Al Jazira      |
| 91 | RW   | Мохамед Санад        | 16 січня 1991 (вік 25 років)   | 1.84 m | 120  | 334  | Komlói Bányász |

### Німеччина
Головний тренер: Dagur Sigurðsson
| №  | Поз. | Ім'я                | Дата народження (вік)           | Зріст  | Ігри | Голи | Клуб                     |
| -- | ---- | ------------------- | ------------------------------- | ------ | ---- | ---- | ------------------------ |
| 3  | LW   | Уве Генсгаймер      | 26 жовтня 1986 (вік 29 років)   | 1.88 m | 121  | 528  | Paris Saint-Germain      |
| 6  | LB   | Фінн Лемке          | 30 квітня 1992 (вік 24 роки)    | 2.10 m | 33   | 19   | SC Magdeburg             |
| 7  | P    | Патрік Вінцек       | 22 березня 1989 (вік 27 років)  | 2.00 m | 84   | 190  | THW Kiel                 |
| 9  | RW   | Тобіас Рейманн      | 27 травня 1988 (вік 28 років)   | 1.88 m | 48   | 137  | Vive Targi Kielce        |
| 10 | RB   | Фабіан Віде         | 8 лютого 1994 (вік 22 роки)     | 1.94 m | 41   | 76   | Füchse Berlin            |
| 12 | GK   | Сільвіо Гейневеттер | 21 жовтня 1984 (вік 31 рік)     | 1.94 m | 140  | 1    | Füchse Berlin            |
| 13 | P    | Гендрік Пакелер     | 2 липня 1991 (вік 25 років)     | 2.03 m | 54   | 76   | Rhein-Neckar Löwen       |
| 17 | RB   | Штеффен Вайнгольд   | 19 липня 1986 (вік 30 років)    | 1.91 m | 87   | 233  | THW Kiel                 |
| 19 | CB   | Мартін Штробель     | 5 червня 1986 (вік 30 років)    | 1.89 m | 127  | 149  | HBW Balingen-Weilstetten |
| 24 | RW   | Патрік Гретцкі      | 4 липня 1989 (вік 27 років)     | 1.89 m | 98   | 273  | Rhein-Neckar Löwen       |
| 25 | RB   | Кай Хефнер          | 10 липня 1989 (вік 27 років)    | 1.92 m | 31   | 62   | TSV Hannover-Burgdorf    |
| 33 | GK   | Андреас Вольфф      | 3 березня 1991 (вік 25 років)   | 1.98 m | 32   | 1    | THW Kiel                 |
| 35 | LB   | Юліус Кюн           | 1 квітня 1993 (вік 23 роки)     | 1.98 m | 13   | 49   | VfL Gummersbach          |
| 47 | LB   | Крістіан Діссінгер  | 15 листопада 1991 (вік 24 роки) | 2.02 m | 14   | 38   | THW Kiel                 |
| 95 | CB   | Пауль Друкс         | 7 лютого 1995 (вік 21 рік)      | 1.92 m | 32   | 64   | Füchse Berlin            |

### Польща
Головний тренер:  Talant Duyshebaev
| №  | Поз. | Ім'я                 | Дата народження (вік)          | Зріст  | Ігри | Голи | Клуб              |
| -- | ---- | -------------------- | ------------------------------ | ------ | ---- | ---- | ----------------- |
| 1  | GK   | Славомир Шмаль       | 2 жовтня 1978 (вік 37 років)   | 1.90 m | 279  | 2    | Vive Targi Kielce |
| 3  | RB   | Кшиштоф Ліжевський   | 7 липня 1983 (вік 33 роки)     | 1.98 m | 173  | 409  | Vive Targi Kielce |
| 5  | RW   | Матеуш Яхлевський    | 27 грудня 1984 (вік 31 рік)    | 1.84 m | 108  | 236  | Vive Targi Kielce |
| 6  | LW   | Пшемислав Краєвський | 20 січня 1987 (вік 29 років)   | 1.84 m | 69   | 132  | Azoty-Puławy      |
| 8  | LB   | Кароль Белецький     | 23 січня 1982 (вік 34 роки)    | 2.02 m | 244  | 891  | Vive Targi Kielce |
| 11 | LW   | Адам Вишневський     | 24 жовтня 1980 (вік 35 років)  | 1.92 m | 146  | 189  | Wisła Płock       |
| 13 | P    | Бартош Юрецький      | 31 січня 1979 (вік 37 років)   | 1.93 m | 227  | 723  | Chrobry Głogów    |
| 15 | LB   | Міхал Юрецький       | 27 жовтня 1984 (вік 31 рік)    | 2.02 m | 189  | 528  | Vive Targi Kielce |
| 16 | GK   | Пйотр Вишомирський   | 6 січня 1988 (вік 28 років)    | 1.93 m | 104  | 0    | TBV Lemgo         |
| 23 | P    | Каміль Сипшак        | 23 липня 1991 (вік 25 років)   | 2.08 m | 87   | 164  | Barcelona         |
| 26 | RW   | Міхал Дашек          | 27 червня 1992 (вік 24 роки)   | 1.80 m | 56   | 110  | Wisła Płock       |
| 28 | CB   | Лукаш Герак          | 22 червня 1988 (вік 28 років)  | 1.92 m | 6    | 6    | Pogoń Szczecin    |
| 35 | P    | Матеуш Кус           | 14 липня 1987 (вік 29 років)   | 2.00 m | 5    | 4    | Vive Targi Kielce |
| 45 | RB   | Міхал Шиба           | 18 березня 1988 (вік 28 років) | 1.96 m | 57   | 82   | Gorenje Velenje   |

### Словенія
Головний тренер:  Veselin Vujović
| №  | Поз. | Ім'я             | Дата народження (вік)            | Зріст  | Ігри | Голи | Клуб                 |
| -- | ---- | ---------------- | -------------------------------- | ------ | ---- | ---- | -------------------- |
| 1  | GK   | Матевж Скок      | 2 вересня 1986 (вік 29 років)    | 1.88 m | 62   | 0    | Zagreb               |
| 3  | P    | Блаж Благотіншек | 17 січня 1994 (вік 22 роки)      | 2.02 m | 35   | 35   | Telekom Veszprém     |
| 5  | LB   | Нік Хенігман     | 4 грудня 1995 (вік 20 років)     | 1.99 m | 9    | 9    | Ribnica              |
| 7  | RB   | Від Кавтічнік    | 24 травня 1984 (вік 32 роки)     | 1.91 m | 168  | 474  | Montpellier Handball |
| 8  | RW   | Блаж Янц         | 20 листопада 1996 (вік 19 років) | 1.85 m | 12   | 51   | Celje                |
| 11 | RB   | Юре Долінц       | 6 грудня 1988 (вік 27 років)     | 1.90 m | 104  | 373  | Montpellier Handball |
| 12 | GK   | Горазд Шкоф      | 11 липня 1977 (вік 39 років)     | 1.88 m | 187  | 0    | Paris Saint-Germain  |
| 13 | LW   | Дарко Цингесар   | 25 липня 1990 (вік 26 років)     | 1.87 m | 34   | 54   | Zagreb               |
| 15 | P    | Від Потеко       | 5 квітня 1991 (вік 25 років)     | 1.94 m | 32   | 13   | Celje                |
| 18 | RB   | Давід Міклавчич  | 29 січня 1983 (вік 33 роки)      | 1.95 m | 95   | 140  | Zagreb               |
| 22 | P    | Матей Габер      | 22 липня 1991 (вік 25 років)     | 1.97 m | 94   | 112  | MOL-Pick Szeged      |
| 23 | CB   | Урош Зорман      | 9 січня 1980 (вік 36 років)      | 1.90 m | 224  | 519  | Vive Targi Kielce    |
| 25 | CB   | Марко Безьяк     | 26 червня 1986 (вік 30 років)    | 1.84 m | 89   | 146  | SC Magdeburg         |
| 31 | LW   | Симон Разгор     | 18 вересня 1985 (вік 30 років)   | 1.83 m | 45   | 108  | Meshkov Brest        |
| 32 | CB   | Міха Зарабец     | 21 жовтня 1991 (33 роки)         | 1.77 m | 18   | 41   | Celje                |
| 44 | CB   | Дін Бомбач       | 4 квітня 1989 (вік 26 років)     | 1.89 m | 69   | 120  | Vive Targi Kielce    |
| 90 | GK   | Урбан Лесяк      | 24 серпня 1990 (34 роки)         | 1.88 m | 25   | 0    | Celje                |

### Швеція
Головний тренерes: Ola Lindgren and Staffan Olsson
| №  | Поз. | Ім'я               | Дата народження (вік)            | Зріст  | Ігри | Голи | Клуб                  |
| -- | ---- | ------------------ | -------------------------------- | ------ | ---- | ---- | --------------------- |
| 1  | GK   | Маттіас Андерссон  | 29 березня 1978 (вік 38 років)   | 1.85 m | 141  | 0    | Flensburg-Handewitt   |
| 3  | RB   | Кім Андерссон      | 21 серпня 1982 (вік 33 роки)     | 1.99 m | 222  | 787  | Ystads IF             |
| 5  | CB   | Джим Готтфрідссон  | 2 вересня 1992 (вік 23 роки)     | 1.90 m | 25   | 84   | Flensburg-Handewitt   |
| 9  | LW   | Джеррі Толлбрінг   | 13 вересня 1995 (вік 20 років)   | 1.82 m | 3    | 2    | IFK Kristianstad      |
| 11 | LB   | Лукас Нільссон     | 16 листопада 1996 (вік 19 років) | 1.92 m | 18   | 53   | THW Kiel              |
| 13 | LB   | Юнатан Стенбакен   | 07 січня 1988 (вік 28 років)     | 1.95 m | 40   | 49   | TBV Lemgo             |
| 18 | RB   | Юган Якубссон      | 12 лютого 1987 (вік 29 років)    | 1.95 m | 105  | 220  | Flensburg-Handewitt   |
| 19 | P    | Тобіас Карлссон    | 4 червня 1981 (вік 35 років)     | 1.96 m | 143  | 79   | Flensburg-Handewitt   |
| 20 | GK   | Мікаель Аппельгрен | 6 вересня 1989 (вік 26 років)    | 1.91 m | 37   | 0    | Rhein-Neckar Löwen    |
| 24 | LW   | Фредрік Петерсен   | 27 серпня 1983 (вік 32 роки)     | 1.88 m | 150  | 416  | Malmö                 |
| 28 | LB   | Філіп Стенмалм     | 3 квітня 1992 (вік 24 роки)      | 1.98 m | 23   | 31   | KIF Kolding København |
| 32 | RW   | Маттіас Закріссон  | 22 серпня 1990 (вік 25 років)    | 1.79 m | 76   | 128  | Füchse Berlin         |
| 35 | P    | Андреас Нільссон   | 12 квітня 1990 (вік 26 років)    | 1.97 m | 96   | 224  | Telekom Veszprém      |
| 36 | P    | Єспер Нільсен      | 30 серпня 1989 (вік 26 років)    | 2.00 m | 66   | 80   | Füchse Berlin         |

## Статистика

### Представництво гравців за клубами
В таблиці показані клуби з шістьма чи більше гравцями.
| Club                | Players |
| ------------------- | ------- |
| Vive Targi Kielce   | 11      |
| Paris Saint-Germain | 10      |
| THW Kiel            | 8       |
| El Jaish            | 7       |
| Flensburg-Handewitt | 7       |
| Füchse Berlin       | 6       |

### Представництво гравців за лігою
| Country   | Players | Percentage | Outside national squad |
| --------- | ------- | ---------- | ---------------------- |
| Total     | 168     |            |                        |
| Німеччина | 36      | 21%        | 24                     |
| Франція   | 27      | 16%        | 15                     |
| Польща    | 17      | 10%        | 6                      |
| Катар     | 16      | 10%        | 3                      |
| Іспанія   | 16      | 10%        | 16                     |
| Others    | 56      | 33%        |                        |

Команди Бразилії, Греції, Японії, Італії та Угорщини складалися виключно з гравців відповідних внутрішніх ліг країн. Команда Чорногорії складалася виключно з гравців, зайнятих у зарубіжних клубах.